# Jules Alfred Pierrot Deseilligny
Jules Alfred Pierrot Deseilligny (1868-1918) fue un astrónomo, físico y selenógrafo francés.

## Biografía
Jules Deseilligny nació en Borgoña en 1868. Apasionado de la astronomía, se especializó en selenografía.
Entre el siglo XIX  y el siglo XX, Jules Deseilligny participó con otros astrónomos franceses en la creación de un comité de estudios selenográficos, del que fue su primer presidente. Su  "Projet d'études sélénographiques en commun" (Proyecto de estudios selenográficos en común) fue durante mucho tiempo el vademécum para los observadores lunares.

## Eponimia
- En 1935, la Unión Astronómica Internacional dio el nombre de Deseilligny a un cráter ubicado sobre la cara visible de la Luna.